# Raikivșciîna, Iahotîn
Raikivșciîna (în ucraineană Райківщина) este localitatea de reședință a comunei Raikivșciîna din raionul Iahotîn, regiunea Kiev, Ucraina.

## Demografie
Componența lingvistică a localității Raikivșciîna
     Ucraineană (95,76%)
     Rusă (2,83%)
     Belarusă (1,01%)
Conform recensământului din 2001, majoritatea populației localității Raikivșciîna era vorbitoare de ucraineană (95,76%), existând în minoritate și vorbitori de rusă (2,83%) și belarusă (1,01%).